# أحمد بن صالح
أحمد بن صالح ( 13 يناير 1926 في بلدة المكنين بمنطقة الساحل التونسي - 16 سبتمبر 2020 بالمستشفى العسكري بتونس) هو سياسي ونقابي تونسي شغل عدة حقائب وزارية في فترة الستينات.

## الدراسة والشباب
دخل الكتاب لفترة قصيرة ثم المدرسة الفرنسية العربية بالمكنين، والتحق بعد ذلك المدرسة الصادقية في أكتوبر 1938 وأحرز على شهادتها، ثم تحول إلى باريس لدراسة الآداب العربية بالسروبون فيما بين أواخر 1945 وأواخر 1948 دون أن يتخرج.
انضم خلال فترة الاحتلال الألماني إلى جمعية «شباب محمد» التي كان يرأسها عبد المجيد بن جدو، وقام بتفكيكها من الداخل. ساهم سنة 1945 في إصدار نشرية سرية تحمل عنوان الهلال. ترأس سنة 1944-1945 جمعية الشبيبة المدرسية، كما نشط في الشبيبة الدستورية. وفي باريس تولى الكتابة العامة لشعبة الطلبة الدستوريين (1946)، وكان على صلة هناك مع المنصف باي في منفاه في بو (Pau).

## النقابي
بعد عودته من فرنسا التحق للتدريس بالمعهد الثانوي بسوسة. شارك في المؤتمر الرابع للإتحاد العام التونسي للشغل (1951) ووقف ضد انسحاب الاتحاد من الجامعة النقابية العالمية (FSM)، ومع ذلك التحق بعد ذلك للعمل بمقر الجامعة العالمية للنقابات الحرة (السيزل)، انتخب أمينا عاما للاتحاد العام التونسي للشغل (1954-1956)، وأزيح من قبل الحبيب بورقيبة في ديسمبر 1956.

## الرجل القوي
سنة 1956 أنتخب كعضو في المجلس القومي التأسيسي وأعيد انتخابه سنوات 1959، 1964، و1969 في مجلس الأمة. سنة 1957 دخل الحكومة وزيرا للصحة ثم أسندت إليه في الستينات كل الوزارات الاقتصادية معا. وهو ما مكنه من أن يعطي منحى اشتراكيا للاقتصاد وإطلاق تجربة التعاضد في قطاعي الفلاحة والتجارة. وفي جويلية/تموز1968 أضيفت إليه وزارة التربية. كما كان في نفس الفترة عضوا بالديوان السياسي للحزب الاشتراكي الدستوري وأمينا عاما مساعدا. ولكن أمام تدهور المستوى المعيشي وتذمر كبار وصغار المالكين، عزله بورقيبة عن الوزارات الاقتصادية ثم وزارة التربية في 7 نوفمبر/تشرين الثاني 1969 وتمت أخيرا إحالته على المحكمة العليا بتهمة الخيانة العظمى في ماي/أيار 1970 وقد أصدرت عليه حكما ب10 سنوات أشغالا شاقة.

## في المنفى
تمكن من الهرب من السجن في فيفري 1973 ليلجأ إلى الجزائر، ثم استقر في بعض البلدان الأوروبية. أسس في منفاه حزب حركة الوحدة الشعبية ذات التوجه القومي. بعد الإطاحة ببورقيبة صدر عفو بحقه في مايو 1988 ليعود إلى تونس إلا أنه أمام رفض النظام الجديد الترخيص لحركته  ومعارضته على حد السواء لسياسته الداخلية والخارجية، غادر البلاد في سبتمبر 1990. اقترب في منفاه الجديد من الوزير الأول السابق محمد مزالي ومن راشد الغنوشي. رجع بصفة نهائية إلى تونس في سبتمبر 2000.

## وصلات خارجية
- أحمد بن صالح على موقع أرشيف الشارخ.
- أحمد بن صالح على موقع IMDb (الإنجليزية)
- أحمد بن صالح على موقع مونزينجر (الألمانية)